# Grand Raid BCVS
Die Grand Raid BCVS (früherer Name Grand Raid Cristalp) ist der älteste Mountainbike-Marathon Europas. Die Veranstaltung findet seit 1990 jährlich Ende August im Kanton Wallis in der Schweiz statt. Hauptsponsor ist die Walliser Kantonalbank / Banque Cantonale du Valais (BCVS).
Die längste Strecke geht über 125 Kilometer und 5025 Höhenmeter und zählt zu den anspruchsvollsten MTB-Marathons. Beim Relaunch der UCI-Mountainbike-Marathon-Serie zur Saison 2021 wurde der Grand Raid BCVS als einer von sechs renommierten MTB-Marathons in den Terminkalender der Serie aufgenommen.

## Strecke
Die Strecke verläuft auf der Nordseite der Walliser Alpen von Westen nach Osten. Es gibt vier verschiedene Distanzen mit Start in Verbier, Nendaz, Hérémence und Evolène. Ziel ist jeweils das Dorf Grimentz.
- Verbier-Grimentz: 125 Kilometer, 5025 Höhenmeter
- Nendaz-Grimentz: 93 Kilometer, 3944 Höhenmeter
- Hérémence-Grimentz: 68 Kilometer, 2996 Höhenmeter
- Evolène-Grimentz: 37 Kilometer, 1845 Höhenmeter

Höchster Punkt auf allen Distanzen ist der Pas de Lona auf knapp 2800 Meter Höhe beim Übergang vom Val d’Hérens in das Val d’Anniviers, der im letzten Teil des Anstiegs nicht fahrend zu bewältigen ist.
Im Rahmen der Grand Raid BCVS werden neben dem MTB-Marathon weitere Wettbewerbe ausgerichtet: 
- E-Raid im E-Mountainbike
- Flying Relay als Staffelrennen
- Raid Net für Kinder

## Sieger und Siegerinnen auf der Langdistanz
| Männer - 2024 Alexandre Balmer - 2023 Andreas Seewald - 2022 Andreas Seewald - 2021 Andreas Seewald - 2020 keine Austragung - 2019 Urs Huber - 2018 Andreas Seewald - 2017 Samuele Porro - 2016 Urs Huber - 2015 Lukas Buchli - 2014 Urs Huber - 2013 Urs Huber - 2012 Alexandre Moos - 2011 Urs Huber - 2010 Karl Platt - 2009 Alexandre Moos - 2008 Urs Huber - 2007 Thomas Dietsch - 2006 Roman Peter - 2005 Frédéric Frech - 2004 Ludovic Fahrni - 2003 Daniel Paradis - 2002 Daniel Paradis - 2001 Christophe Manin - 2000 Christophe Manin - 1999 Gilles Delion - 1998 Pascal Corti - 1997 Roger Beuchat - 1996 Erich Übelhardt - 1995 Marcel Russenberger - 1994 Erich Übelhardt - 1993 Zbigniew Krasniak - 1992 Olivier Wanner - 1991 Nicolas Siegenthaler - 1990 Nicolas Siegenthaler | Frauen - 2024 Irina Lützelschwab - 2023 Stefanie Dohrn - 2022 Claudia Peretti - 2021 Estelle Morel - 2020 keine Austragung - 2019 Ilona Chavaillaz - 2018 Esther Süss - 2017 Florence Darbellay - 2016 Ariane Kleinhans - 2015 Milena Landtwing - 2014 Ariane Kleinhans - 2013 Ariane Kleinhans - 2012 Jane Nüssli - 2011 Sally Bigham - 2010 Fabienne Heinzmann - 2009 Marielle Saner - 2008 Esther Süss - 2007 Esther Süss - 2006 Dolores Mächler - 2005 Myriam Saugy - 2004 Andrea Huser - 2003 Dolores Mächler - 2002 Dolores Mächler - 2001 Catherine Mabillard - 2000 Marlyse Tercier - 1999 Isabella Crettenand-Moretti - 1998 Isabella Crettenand-Moretti - 1997 Isabella Crettenand-Moretti - 1996 Marlyse Tercier - 1995 Lucrezia Lechner - 1994 Susi Dahlmeier |